# يهوشاع جوش بلمون
يهوشاع (جوش) بَلمون (14 فبراير 1914 - 1994) هو مستشار رئيس الوزراء دافيد بن غوريون لشؤون الأقليات سابقًا، ثم أصبح رئيس قسم الشؤون العربية في وزارة الخارجية. بين عامي 1948-1954، كان مستشار الحكومة للشؤون العربية، ثم بين 1954-1960، عمل مستشارًا في وزارة الخارجية لشؤون الشرق الأوسط.

## النشأة والتعليم
وُلد يهوشاع (جوش) بَلمون في يافا بتاريخ 14 فبراير 1914. والده، حايكل أرية-ليب بَلمون، من أوائل المستوطنين في مستوطنة نفيه شالوم - يافا، أما والدته فهي إستير ابنة أبراهام يتسحاق.
نشأ بَلمون في مستوطنة عقرون خلال الحرب العالمية الأولى، ثم عاد إلى تل أبيب بعد تطويرها. تلقى تعليمه في مدرسة "تَحْكِموني" (مدرسة دينية)، ثم في "جيمنازيا نورديا" (مدرسة ثانوية). وكما فعل إخوته قبله، خرج للعمل في سن السادسة عشرة للمساهمة في إعالة أسرته، حيث عمل مع بعثة للتنقيب عن الآثار في النقب وكان مسؤولًا عن شراء المؤن من العرب. ومن هناك بدأ اهتمامه بالمنطقة العربية.
في وقت لاحق، درس تاريخ الشرق الأوسط وعلوم الإسلام بشكل غير نظامي في مدرسة الدراسات الشرقية والإفريقية بلندن.

## الانضمام إلى "الهاغاناه" والعمل الأمني
انضم بَلمون إلى منظمة الهاغاناه عام 1929، وخلال أحداث الثورة الفلسطينية، تم تعيينه قائدًا للهاغاناه في مستوطنة مشمار هعيمك في الجليل.
خلال الثورة الفلسطينية والحرب العالمية الثانية، كان جزءًا من وحدة استخبارات مشتركة بين الوكالة اليهودية والاستخبارات البريطانية، حيث شارك في أنشطة تجسس في سوريا، وذلك بناءً على طلب بريطانيا مساعدة من الهاغاناه في كشف الثوار والمتعاونين مع المفتي الحاج أمين الحسيني، والذين اعتبرتهم السلطات البريطانية طابور خامس.

## العمل في الوكالة اليهودية والاستخبارات
بين عامي 1935 و1939، عمل كحارس أمني في مصانع البوتاس في سدوم، حيث استغل إتقانه للغة العربية للتواصل مع العمال العرب. ثم، بين 1940 و15 مايو 1948، عمل موظفًا في القسم السياسي في الوكالة اليهودية في القدس.

## قيادة العمليات الاستخباراتية قبل قيام إسرائيل
في عام 1941، خلال احتلال حكومة فيشي الفرنسية لسوريا ولبنان، ومع استعداد البريطانيين، لغزوهما، تولّى قيادة مجموعة من 12 مستعربًا، كانوا الأوائل في القسم السوري. تم إرسالهم إلى بيروت ودمشق لتنفيذ عمليات استخباراتية وتخريبية لدعم الغزو البريطاني.
لاحقًا، أصبح رئيس القسم العربي في الوكالة اليهودية. وفي هذا الدور، التقى في اليوم التالي للهجوم المسلح على النادي الليلي "حديقة هاواي" التي وقعت في 10 أغسطس 1947، مع محمد نمر الهواري، قائد حركة النجادة، وذلك في مقهى بمدينة حولون. اتفق الاثنان على أن العملية كانت استفزازًا يهدف إلى دفع النجادة للانضمام إلى الحسينيين المتشددين. بدوره، أبلغ بَلمون قادة الهاغاناه بأن استهداف أفراد لم يشاركوا في العملية سيخدم مصالح الحسينيين، وأصرّ على أن الهجمات يجب أن تستهدف فقط المسؤولين عن العملية.

## دوره خلال حرب النكبة (1948) وبعدها
خلال حرب النكبة (1948)، كان أحد المنظمين الرئيسيين لتعاون الدروز مع جيش الاحتلال الإسرائيلي. كما شارك في اجتماع مع إسماعيل قبلان، مما أدى إلى انسحاب الكتيبة الدرزية التابعة لجيش الإنقاذ وانشقاق بعض أفرادها. بعد انتهاء الحرب، شارك بَلمون في المفاوضات مع سوريا للتوصل إلى اتفاق وقف إطلاق النار، وكان أحد ثلاثة أشخاص وقعوا على الاتفاق باسم إسرائيل. كما كان أحد أعضاء "حكومة الظل السرية" لدافيد بن غوريون، والتي لعبت دورًا أساسيًا في اتخاذ القرارات المتعلقة بشؤون العرب داخل إسرائيل. كما كان يحمل رتبة رائد في الجيش الإسرائيلي.

## كتاباته
نشر مقالات صحفية حول الصراع العربي الإسرائيلي، بما في ذلك مراجعات نقدية لكتب تناولت القضية.